# Francavilla Calcio 1984-1985
Questa voceraccoglie le informazioni riguardanti il Francavilla Calcio nelle competizioni ufficiali della stagione 1984-1985.

## Stagione
La conferma in blocco dell'organico protagonista della scorsa strepitosa stagione,per di più rinforzato da un colpo di mercato come l'esperto Rovellini, che appena due anni prima era titolare in Serie A con il Cagliari, non basta a ripetere quanto di buono fatto in precedenza. Anzi la squadra, irriconoscibile rispetto all'anno prima, chiude addirittura al penultimo posto, retrocedendo mestamente in Serie C2.
Infruttuoso anche il cambio di guida tecnica in panchina, con Mattè che rileva Leonardi. Nessuno dei due ex tecnici della Salernitana riesce ad invertire la rotta.
Memorabile la data del 29 agosto 1984, con i giallorossi di scena al Meazza di San Siro contro l'Inter. In una gara valevole per il primo turno della Coppa Italia maggiore ed in una data da cerchiare in rosso nella loro Storia, gli abbruzzesi tutto sommato non sfigurano contro i più blasonati avversari.

## Rosa
| N. |                   | Ruolo | Calciatore             |
| -- | ----------------- | ----- | ---------------------- |
|    | Italia (bandiera) | A     | Corrado Baglieri       |
|    | Italia (bandiera) | C     | Antonio Bianchi        |
|    | Italia (bandiera) | C     | Pasqualino Borsellino  |
|    | Italia (bandiera) | C     | Silvio Budellacci      |
|    | Italia (bandiera) | D     | Stefano Calcagni       |
|    | Italia (bandiera) | C     | Marco Ciannavei        |
|    | Italia (bandiera) | C     | Salvo Fulvio D'Adderio |
|    | Italia (bandiera) | A     | Doriano De Iuliis      |
|    | Italia (bandiera) |       | Del Prete              |
|    | Italia (bandiera) | D     | Pino La Scala          |
|    | Italia (bandiera) | P     | Enrico Lattuada        |

| N. |                   | Ruolo | Calciatore        |
| -- | ----------------- | ----- | ----------------- |
|    | Italia (bandiera) | C     | Sandro Magnini    |
|    | Italia (bandiera) | C     | Massimo Marchini  |
|    | Italia (bandiera) | C     | Bruno Nobili      |
|    | Italia (bandiera) | D     | Massimo Peveri    |
|    | Italia (bandiera) | C     | Luigi Pierleoni   |
|    | Italia (bandiera) | A     | Eriberto Prosperi |
|    | Italia (bandiera) | A     | Marco Rossi       |
|    | Italia (bandiera) | C     | Massimo Rovellini |
|    | Italia (bandiera) | P     | Osvaldo Spina     |
|    | Italia (bandiera) | A     | Alessandro Susi   |
|    | Italia (bandiera) | C     | Nicola Zagaria    |

## Risultati

### Campionato

#### Girone di andata
| 23 settembre 1984 1ª giornata | Benevento | 0 – 0 | Francavilla |  |

| 30 settembre 1984 2ª giornata | Francavilla | 2 – 0 | Nocerina |  |

| 7 ottobre 1984 3ª giornata | Cosenza | 3 – 1 | Francavilla |  |

| 14 ottobre 1984 4ª giornata | Francavilla | 5 – 0 | Messina |  |

| 21 ottobre 1984 5ª giornata | Salernitana | 1 – 1 | Francavilla |  |

| 28 ottobre 1984 6ª giornata | Francavilla | 1 – 1 | Barletta |  |

| 4 novembre 1984 7ª giornata | Catanzaro | 1 – 1 | Francavilla |  |

| 11 novembre 1984 8ª giornata | Francavilla | 2 – 0 | Akragas |  |

| 18 novembre 1984 9ª giornata | Foggia | 1 – 0 | Francavilla |  |

| 25 novembre 1984 10ª giornata | Francavilla | 2 – 1 | Casarano |  |

| 2 dicembre 1984 11ª giornata | Francavilla | 1 – 2 | Palermo |  |

| 9 dicembre 1984 12ª giornata | Reggina | 2 – 1 | Francavilla |  |

| 16 dicembre 1984 13ª giornata | Francavilla | 0 – 0 | Casertana |  |

| 23 dicembre 1984 14ª giornata | Monopoli | 2 – 1 | Francavilla |  |

| 6 gennaio 1985 15ª giornata | Francavilla | 1 – 0 | Campania |  |

| 13 gennaio 1985 16ª giornata | Ternana | 0 – 0 | Francavilla |  |

| 20 gennaio 1985 17ª giornata | Francavilla | 1 – 1 | Cavese |  |

#### Girone di ritorno
| 3 febbraio 1985 18ª giornata | Francavilla | 3 – 0 | Benevento |  |

| 10 febbraio 1985 19ª giornata | Nocerina | 2 – 1 | Francavilla |  |

| 17 febbraio 1985 20ª giornata | Francavilla | 0 – 0 | Cosenza |  |

| 24 febbraio 1985 21ª giornata | Messina | 1 – 0 | Francavilla |  |

| 3 marzo 1985 22ª giornata | Francavilla | 1 – 1 | Salernitana |  |

| 10 marzo 1985 23ª giornata | Barletta | 0 – 0 | Francavilla |  |

| 17 marzo 1985 24ª giornata | Francavilla | 0 – 0 | Catanzaro |  |

| 24 marzo 1985 25ª giornata | Akragas | 0 – 0 | Francavilla |  |

| 6 aprile 1985 26ª giornata | Francavilla | 0 – 1 | Foggia |  |

| 14 aprile 1985 27ª giornata | Casarano | 3 – 0 | Francavilla |  |

| 21 aprile 1985 28ª giornata | Palermo | 1 – 0 | Francavilla |  |

| 5 maggio 1985 29ª giornata | Francavilla | 1 – 1 | Reggina |  |

| 12 maggio 1985 30ª giornata | Casertana | 0 – 0 | Francavilla |  |

| 19 maggio 1985 31ª giornata | Francavilla | 4 – 0 | Monopoli |  |

| 26 maggio 1985 32ª giornata | Campania | 2 – 0 | Francavilla |  |

| 2 giugno 1985 33ª giornata | Francavilla | 1 – 2 | Ternana |  |

| 9 giugno 1985 34ª giornata | Cavese | 0 – 2 | Francavilla |  |